# دي بيل
دي بيل (بالإنجليزية: Dee Bell)‏ هي مغنية أمريكية، ولدت في 16 يوليو 1950 في فورت واين في الولايات المتحدة.

## روابط خارجية
- دي بيل على موقع أول ميوزيك (الإنجليزية)